# Estádio Milton Corrêa
Het Estádio Milton Corrêa is een multifunctioneel sportstadion in Macapá, de hoofdstad van de Braziliaanse staat Amapá, ook wel bekend onder de bijnaam Zerão. Het wordt voornamelijk gebruikt voor voetbalwedstrijden voor de clubs Amapá, Macapá, Oratório, Trem, Santos, São Paulo en Ypiranga.
De evenaar loopt dwars door het stadion waardoor elke ploeg op een ander halfrond speelt. Hieraan dankt het stadion de bijnaam Zerão.